# Antonio Provitilo
Antonio Provitilo fue un actor cinematográfico y director teatral argentino.

## Carrera
Provitilo fue un destacado actor de reparto que participó en unos 20 filmes junto a estrellas de la escena nacional como Pepe Marrone, Juan Verdaguer, Maruja Montes, Juanita Martínez, Virginia Luque, María Santos, Olimpio Bobbio, Diana Ingro, Margarita Corona, Lalo Malcolm, Maurice Jouvet, Raimundo Pastore, Juan Carlos Thorry, Gloria Guzmán, entre muchos otros.
También trabajó en radioteatros como en 1955 con Y son mis hijos junto a Ida Delmas, y los pequeños Dianita Arias y Panchito Lombard.

### Filmografía
- 1938: Turbión
- 1947: Siete para un secreto
- 1948: El tango vuelve a París
- 1948: El barco sale a las diez
- 1950: La culpa la tuvo el otro
- 1951: Arriba el telón o el patio de la morocha
- 1951: El hincha
- 1952: La patrulla chiflada
- 1953: Fin de mes
- 1955: Vida nocturna
- 1955: Más pobre que una laucha
- 1958: El calavera
- 1960: Chafalonías
- 1962: Cristóbal Colón en la Facultad de Medicina
- 1965: Disloque en el presidio
- 1966: María y la otra
- 1969: La fiaca.[2]

### Televisión
En la pantalla chica se lució en el programa Teatro Satírico junto con la actuación de Patricia Castell, Carlos Mendy, Carlos Cipoleti y Néstor Nocera.
En 1954 actúa en el programa El duende se divierte, junto a Tincho Zabala y Nelly Prince
En 1960 participó en el Teleteatro de la tarde, con la obra Cumbres borrascosas, junto con  María Aurelia Bisutti, Ignacio Quirós, Gloria Ferrandiz, Juan José Edelman, José Canosa y Margarita Ferreiro.

### Teatro
Trabajó con actores de la talla de Carmen Lamas, Tita Merello, Ibis Blasco, Blanca Valicelli, Pablo Palitos, Pilar Armelles, Benito Cibrián, Aurelia Ferrer, Miguel Dante, Amalia Pacheco, Guillermo Pedemonte, Héctor Vidal y Juan Carlos Galyán, entre otros.
A lo largo de su extensa carrera trabajó  en varias Compañías teatrales como la de la Cía. Guzmán-Thorry, de León Alberti, de Viñoly Barreto, de André Roussin y la que hizo junto a María Esther Podestá y Félix Mutarelli.
Entre las obras en las que actuó se destacan:
- Un marqués de contrabando (1941). Con la "Compañía Porteña de Revistas" formada por Alí Salem de Baraja (Alí), Trini Moren, Laurita Hemández, Marcelo Ruggero, Jaime Font Saravia, Luis García Bosch y gran elenco.
- El ángel de barro, de Gerardo Ribas (1944)
- Al marido hay que seguirlo (1945)
- María la famosa (1945)
- Melodías del mundo (1945)
- El mejor candidato (1947)
- El casado infiel, estrenada en el Teatro Smart.
- José quiere a Marta, de Norman Krasna (1950), con la Compañía Argentina de Comedia encabezada por Felisa Mary, Ricardo Passano y Susana Canales.
- Aquí esta la vieja ola!... Y esta vez no viene sola (1950), con la Compañía de Espectáculos Cómicos encabezada Olinda Bozán y Alberto Anchart. Estrenada en el Teatro Astral.
- La Mamma (1958)
- Esta noche soy un yanqui (1959), de Abel Santa Cruz, estrenada en el Teatro Smart con Pablo Palitos, Fanny Brena, Alejandro Maximino, Noemí Laserre y Alfredo Arrocha.
- Juancito de la Ribera (1960), junto con "Compañía Argentina de Sainetes del 900".[7]
- Buenos Aires de ayer (1961), con Diana Maggi y Roberto Escalada.
- Delito en la Isla de las Cabras.

Como director estrenó gracias al auspicio del gobierno de la provincia de Tucumán, el drama sacro Jesús, original de los autores locales Diego Daniel Cruz y Osear Emilio Semille.